# Zasada maksimum Pontriagina
Zasada Maksimum Pontriagina – zasada bazująca na równaniach Lagrange’a oraz równaniach Hamiltona. Mówi ona, jakiego sterowania {\displaystyle u(t)} należy użyć w układzie sterowania, aby uzyskać wynik optymalizujący zadane kryterium sterowania{\displaystyle (L(x,u)).} Przy rozwiązywaniu tego zagadnienia stosowany jest diagram fazowy (portret fazowy).

## Definicja formalna
Utwórzmy hamiltonian {\displaystyle H(x,\psi ,u)=\psi ^{T}f(x,u)-L(x,u).} Wówczas istnieje {\displaystyle x^{*}(t),} {\displaystyle \psi ^{*}(t),} {\displaystyle u^{*}(t)<\,>0} spełniające równania kanoniczne Hamiltona:
{\displaystyle {\frac {dx}{dt}}=f(x,u)={\frac {\partial H(x^{*},\psi ^{*},u^{*})}{\partial \psi }},}
{\displaystyle {\frac {d\psi }{dt}}=-{\frac {\partial H}{\partial x}}.}
takie, że {\displaystyle H(x^{*}(t),\psi ^{*}(t),u^{*}(t))=\max _{u}H(x^{*}(t),\psi ^{*}(t),u)=a,} gdzie:
{\displaystyle a=0} dla czasu {\displaystyle t} swobodnego lub
{\displaystyle a=\mathrm {const} } dla czasu ograniczonego.